# Dalbulus gelbus
Dalbulus gelbus är en insektsart som beskrevs av Delong 1950. Dalbulus gelbus ingår i släktet Dalbulus och familjen dvärgstritar. Inga underarter finns listade i Catalogue of Life.